# Hispellinus multispinosus
Hispellinus multispinosus is een keversoort uit de familie bladkevers (Chrysomelidae). De wetenschappelijke naam van de soort werd in 1848 gepubliceerd door Ernst Friedrich Germar.